# عدن رياح (حبيش)

تعديل مصدري - تعديل

عدن رياح محلة تابعة لقرية المحجر، التابعة لعزلة الوطئة بمديرية حبيش إحدى مديريات محافظة إب في الجمهورية اليمنية، بلغ تعداد سكانها 128 حسب تعداد اليمن لعام 2004.